# Rodney Bay
Rodney Bay är en vik i Saint Lucia. Den ligger i kvarteret Gros-Islet, i den norra delen av landet.